# 加越 (企業)
株式会社加越（かえつ）は、石川県小松市に所在する酒類製造業者である。清酒製造の酒造本部と全酒類卸売業の北国酒販部の二部門を営む。酒造本部では、代表銘柄『加賀ノ月』（かがのつき）『関白』（かんぱく）の製造販売を行う。北国酒販部では、ビール、清酒、焼酎、ワイン、食品などの販売を行う。

## 所在地
【本社】
酒造本部
- 〒923-0964 石川県小松市今江町9丁目605
- 代表者 代表取締役社長　山田 英樹

北国酒販部
- 〒923-0037 石川県小松市問屋町3番地
- 責任者 常務取締役 兼 北国酒販部長　小西 昭仁

## 沿革
- 1962年 - 福山酒造（資）、（有）帝関酒造（以上、福井市）、（資）園原商店（小松市）、菊日本酒造（株）（富山県射水市）の清酒製造業者4社により、園原忠平氏が石川県小松市に共同瓶詰会社、加越酒造（有）を設立。
- 1963年 - 4社の製造部門を集約し、石川県小松市に加越酒造協同組合を設立。
- 1987年 - 加越酒造（有）を（株）加越に組織変更。

## 酒造本部

### 概要
2012年、2013年と続けて、スウェーデン・ストックホルムのノーベル賞授賞式後の祝宴ノーベルナイトキャップに供される日本酒に選ばれ、国内外で加賀ノ月が注目される。園原忠平氏は、四半世紀ほど前に通年雇用の社員杜氏、社員蔵人に制度改正する改革を断行した結果、全国新酒鑑評会において2017年の金賞受賞を含め14回の偉業を達成する。その実力が酒類業界において高く評価され、今では複数の酒造メーカーに対して桶売りも行っている。
また、園原雅人社長の時に「関白」から「加賀ノ月」への代表銘柄の切り替えに成功させた。「加賀ノ月」の由来は、満月あるいは半月、新月が水面に映っているような清酒でありたいとの社長の想いが込められている。その味わいは、「淡麗すぎず、飲み飽きないあっさりとした綺麗な酒に旨みを盛り込む」といったものである。
小松、加賀、能美3市の9社が加盟する小松酒造組合の理事長も山田社長が務め、「南加賀の酒」という統一イメージで、共同で海外の販路開拓や販促活動に取り組むことを検討している。

### 酒造り
石川県小松市は、酒造好適米（五百万石）の産地としても知られており、寒冷な気候と霊峰加賀白山の名水にも恵まれ、全国でも有数の酒処である。白山に源を発し、雪解けから生まれる冷たく清らかな伏流水から造る加越の酒は、高精白による雑味のない純粋な酒の旨味と、自然で奥ゆかしい控えめな香りを特徴としており、雪国北陸でも極めて繊細な造りの酒蔵である。

### 受賞歴

#### 全国新酒鑑評会
- 金賞受賞
  - 平成元年、平成4年、平成5年、平成6年、平成8年、平成9年、平成12年、平成14年、平成15年、平成17年、平成19年、平成21年、平成25年、平成29年

#### 金沢国税局主催酒類鑑評会
- 金賞受賞
  - 昭和42年、昭和46年、昭和62年、昭和63年、平成元年、平成3年、平成4年、平成7年、平成8年、平成9年、平成10年、平成11年、平成12年、平成13年、平成14年、平成15年、平成16年、平成18年、平成19年、平成20年、平成24年、平成25年

※平成13年より金賞という名称が優等賞という名称に変更された。
- 金賞受賞　吟醸の部
  - 平成27年、平成28年、平成29年

- 金賞受賞　金沢酵母吟醸の部
  - 平成28年、平成29年

※平成27年より、「吟醸の部」、「金沢酵母吟醸の部」の2部門が設けられた。

#### 全国燗酒コンテスト（主催：全国燗酒コンテスト実行委員会　後援：日本酒造組合中央会）
- 2016年　プレミアム燗酒部門 最高金賞受賞（加賀ノ月 月光 純米大吟醸）、特殊燗酒部門 金賞受賞（加賀ノ月 琥珀月 山廃純米吟醸）

#### 第6回スローフードジャパン「燗酒コンテスト2014」（主催：スローフードジャパン・酒文化研究所）
- 2014年 プレミアム燗酒部門 金賞受賞（加賀ノ月 加賀吟醸 純米大吟醸）、お値打ち ぬる燗部門 最高金賞受賞（加賀ノ月 半月 純米）

### 取扱商品
- 酒峰加越
  - 黒ノ滴（大吟醸原酒）《年間出荷限定醸造》
  - 朱ノ吟（大吟醸酒）
- 加賀ノ月
  - 月光（純米大吟醸）
  - 琥珀月（山廃純米吟醸）
  - 満月（純米吟醸）
  - 半月（純米）
  - 三日月（本醸造）
  - 兼六桜（純米吟醸）
  - 生もと仕込（純米吟醸　生原酒）
  - 加賀吟醸（純米大吟醸）
  - 加賀吟醸（淡麗大吟醸）
- 関白
  - 純米酒
  - 普通酒
- こっそり
  - 純米原酒（瓦版）
  - 吟醸原酒

### 蔵まつり
毎年、4月の日曜日に開催される酒蔵感謝イベントでは、その時にしか購入できない酒などがあり、即完売する。告知はホームページにて行うが、南加賀においては新聞折り込みチラシが配布される。年々増加傾向の南加賀以外からの集客を含め、1500名を超える集客があり、家族全員で楽しめるイベントである。

## 北国酒販部

### 概要
北陸三県における地域密着型卸として、富山県、石川県、福井県にて当日配達体制を実現する。とりわけ、業務用の商流に強みを持つ問屋として、北陸三県の酒販店をサポートする特徴がある。

2015年11月22日には、北陸のワイナリーが一同に集う北陸ワイナリーイベント（場所：しいのき迎賓館）を加越が主催する（後援：北國新聞、北陸中日新聞、北陸放送、石川テレビ放送、北陸朝日放送、エフエム石川）。このイベントを機に2015年4月22日北陸産ワインの振興を目指し、三県の醸造五社（ホーライサンワイナリー〔富山市〕、能登ワイン〔石川県穴水町〕、ハイディーワイナリー〔石川県輪島市〕、柳田食産〔石川県能登町〕、白山やまぶどうワイン〔福井県大野市〕）が「北陸ワイナリー協会」を設立した。

### 取扱商品
- ビール（アサヒビール、キリンビール、サッポロビール、サントリービールなど）
- 清酒（白鶴酒造、宝酒造、富山の地酒、石川の地酒、福井の地酒など）
- 焼酎（三和酒類、霧島酒造、薩摩酒造、プレミアム焼酎など）
- ワイン（北陸ワインにも注力）　※「北陸ワイナリーイベント」を主催（2015年11月22日）
- 食品